# Byfredsten
Byfredsten („Stadtfriedens-stein“) markierten in Dänemark den Übergang zwischen dem Land und der Stadt, wo es im Mittelalter besondere Rechtsvorschriften gab. Mehrere diese Steine existieren in Odense.
In den durch Steine markierten Bezirken war es besonders teuer kriminelle Handlungen zu begehen. Die Orte, an denen Handel betrieben wurde, standen unter dem besonderen Schutz des Königs und die Steine wurden typischerweise an den alten Landstraßen platziert, wo die ländlichen Gebiete endeten und die Städte begannen.

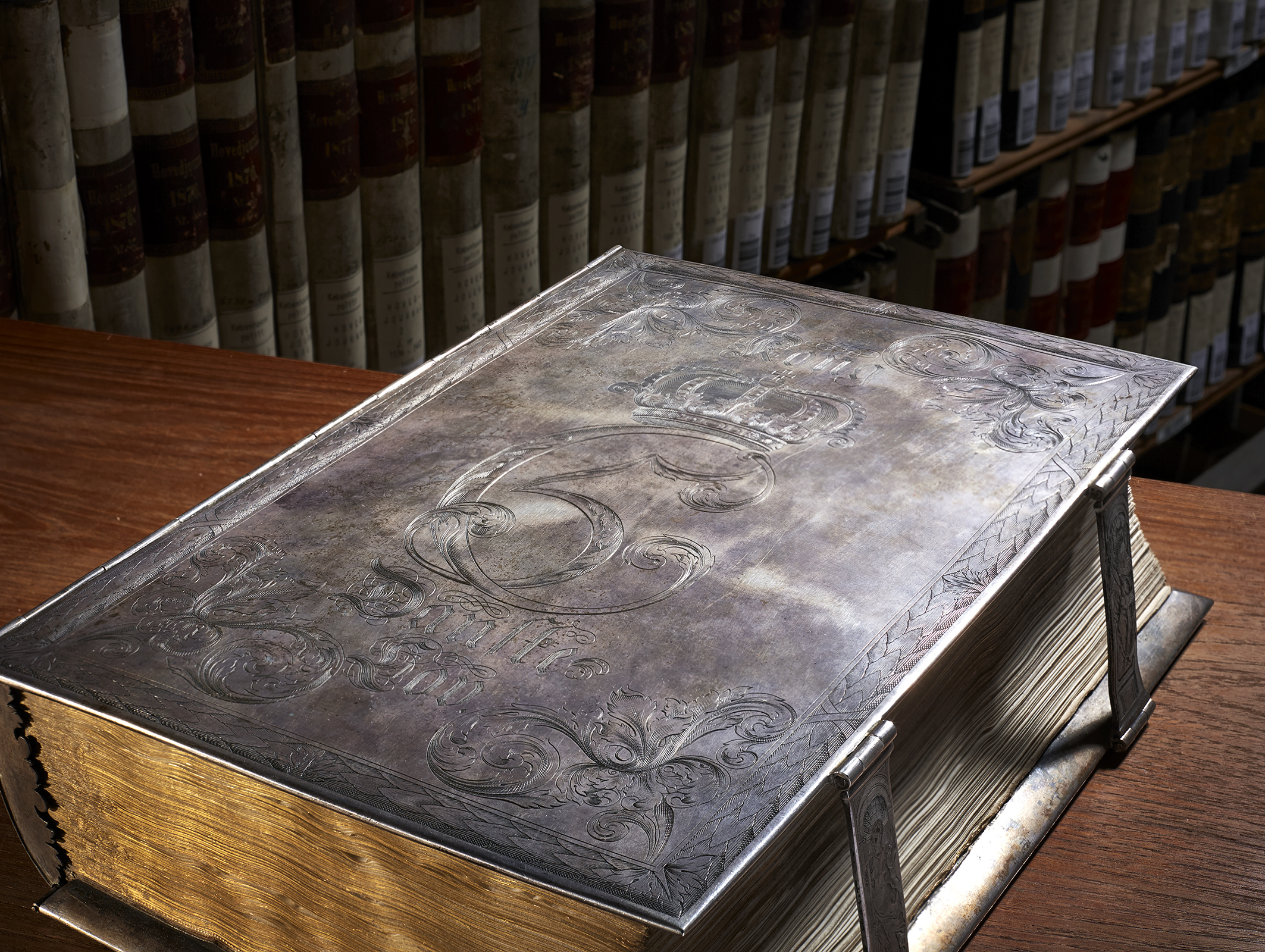
«Danske Lov»

Als König Christian V. im Jahre 1683 die bislang in den einzelnen Gebieten Dänemarks gültigen Rechte (Jütisches, Schonisches und Seeländisches Recht) durch das Dänische Gesetzbuch «Danske Lov» ersetzte, wurde das System der besonderen Strafe in den Städten abgeschafft. Die Steine wurden weiter verwendet, um das Territorium der Marktgemeinde zu markieren, so dass einige von ihnen bis in die heutige Zeit überlebten und geschützt wurden.
Ein Byfredsten trägt üblicherweise eine oder zwei Jahreszahlen und hat typischerweise Dekor. In Odense waren die Steine mit einer heraldischen Lilie dekoriert.
In Odense, das 1355 die Privilegien als Stadt erhielt, ist das Ausmaß des Stadtfriedens 1982 durch Ove Jørgensen dokumentiert worden.